# Burni Gerget
Burni Gerget är ett berg i Indonesien.   Det ligger i provinsen Sumatera Utara, i den västra delen av landet, 1 500 km nordväst om huvudstaden Jakarta. Toppen på Burni Gerget är 1 766 meter över havet, eller 121 meter över den omgivande terrängen. Bredden vid basen är 2,0 km.
Terrängen runt Burni Gerget är huvudsakligen kuperad, men åt sydost är den bergig. Trakten runt Burni Gerget är nära nog obefolkad, med mindre än två invånare per kvadratkilometer. I omgivningarna runt Burni Gerget växer i huvudsak städsegrön lövskog.